# Bernardpora
Genre
Bernardpora est un genre de coraux durs de la famille des Poritidae.

## Liste d'espèces
Selon World Register of Marine Species (11 juillet 2015), le genre Bernardpora comprend l'espèce suivante :
- Bernardpora stutchburyi Wells, 1955